# Теранци
Теранци (на македонска литературна норма: Теранци) е село в източната част на Северна Македония, в община Чешиново-Облешево.

## География
Селото е разположено в Кочанското поле, западно от град Кочани. На югоизток от него се намира планината Плачковица. Покрай Теранци тече реката Брегалница. Землището на селото е 21,6 квадратни километра.

## История
В XIX век Теранци е село в Кочанска кааза на Османската империя. Според статистиката на Васил Кънчов („Македония. Етнография и статистика“) от 1900 година Теранци има 20 жители българи християни и 375 турци.
В началото на XX век населението на селото е под върховенството на Българската екзархия. По данни на секретаря на екзархията Димитър Мишев („La Macédoine et sa Population Chrétienne“) през 1905 година в Теранци (Terantzi) има 32 българи екзархисти.
След Междусъюзническата война в 1913 година селото попада в Сърбия.
Според Димитър Гаджанов в 1916 година в Теранци живеят 307 турци и 20 българи.
Църквата „Свети Атанасий Велики“ е изградена в 1973 година и осветена в 1977 година от митрополит Наум Злетовско-Струмишки.
Според преброяването от 2002 година Теранци има 738 жители, всички северномакедонци.